# Killing Eve
Killing Eve is een Brits-Amerikaanse dramaserie. De reeks werd ontwikkeld door Phoebe Waller-Bridge en is gebaseerd op de Codename Villanelle-romans van auteur Luke Jennings. Het eerste seizoen ging in april 2018 in première op BBC America. De hoofdrollen worden vertolkt door Sandra Oh en Jodie Comer.

## Verhaal
Eve Polastri heeft een kantoorbaan bij de Britse veiligheidsdienst MI5 maar wil zwaarder werk doen. Wanneer ze de psychopathologische Russische huurmoordenares Villanelle begint op te sporen, raken beide vrouwen geobsedeerd door elkaar. Het is de vraag of Villanelle Eve inderdaad gaat vermoorden, zoals de titel van de serie belooft. (Een Villanelle is een obsederende dichtvorm.)

## Rolverdeling
Legenda
 = Hoofdrol
 = Bijrol
 = Gastrol
 = Geen rol
| Sandra Oh      | Eve Polastri                  | 8 | 8 | 7 | 8 | 31 |
| Jodie Comer    | Villanelle / Oksana Astankova | 8 | 8 | 8 | 8 | 32 |
| Fiona Shaw     | Carolyn Martens               | 8 | 8 | 7 | 8 | 31 |
| Kim Bodnia     | Konstantin Vasiliev           | 8 | 7 | 7 | 6 | 28 |
| Sean Delaney   | Kenny Stowton                 | 7 | 6 | 2 |   | 15 |
| Owen McDonnell | Niko Polastri                 | 7 | 7 | 3 | 1 | 18 |
| Edward Bluemel | Hugo Tiller                   |   | 7 |   | 2 | 9  |
| Camille Cottin | Hélène                        |   |   | 3 | 6 | 9  |

| Acteur                | Personage       | Seizoen |
| --------------------- | --------------- | ------- |
| Darren Boyd           | Frank Haleton   | 1       |
| David Haig            | Bill Pargrave   | 1       |
| Kirby Howell-Baptiste | Elena Felton    | 1       |
| Laurentiu Possa       | Vladimir Betkin | 1,4     |
| Yuli Lagodinsky       | Irina Vasilieva | 1,3     |
| Nina Sosanya          | Jess            | 2       |
| Adrian Scarborough    | Raymond         | 2       |
| Emma Pierson          | Gemma           | 2       |
| Adeel Akhtar          | Martin          | 2,4     |
| Gemma Whelan          | Geraldine       | 3       |
| Harriet Walter        | Dasha Duzran    | 3       |
| Camille Cottin        | Hélène          | 3-4     |
| Raj Bajaj             | Mo Jafari       | 3       |
| Steve Pemberton       | Paul Bradwell   | 3       |
| Danny Sapani          | Jamie Hayward   | 3       |
| Turlough Convery      | Bear            | 3       |
| Anjana Vasan          | Pam             | 4       |
| Robert Gilbert        | Yusuf           | 4       |
| Ingvar Sigurdsson     | Lars            | 4       |
| Marie-Sophie Ferdane  | Gunn            | 4       |

De Nederlandse acteur Roeland Fernhout speelde mee in de vierde aflevering van het tweede seizoen. De Nederlandse actrice Jung Sun den Hollander speelde in hetzelfde seizoen drie afleveringen mee. Ook de Nederlandse actrice Emma Josten verscheen in het tweede seizoen.

## Afleveringen

### Seizoen 1
| # | Titel aflevering               | Regisseur      | Geschreven door      | Première      |
| - | ------------------------------ | -------------- | -------------------- | ------------- |
| 1 | Nice Face                      | Harry Bradbeer | Phoebe Waller-Bridge | 8 april 2018  |
| 2 | I'll Deal With Him Later       | Harry Bradbeer | Phoebe Waller-Bridge | 15 april 2018 |
| 3 | Don't I Know You?              | Jon East       | Vicky Jones          | 22 april 2018 |
| 4 | Sorry Baby                     | Jon East       | George Kay           | 29 april 2018 |
| 5 | I Have a Thing About Bathrooms | Jon East       | Phoebe Waller-Bridge | 6 mei 2018    |
| 6 | Take Me to the Hole!           | Damon Thomas   | George Kay           | 13 mei 2018   |
| 7 | I Don't Want to Be Free        | Damon Thomas   | Rob Williams         | 20 mei 2018   |
| 8 | God, I'm Tired                 | Damon Thomas   | Phoebe Waller-Bridge | 27 mei 2018   |

### Seizoen 2
| # | Titel aflevering                      | Regisseur           | Geschreven door                               | Première      |
| - | ------------------------------------- | ------------------- | --------------------------------------------- | ------------- |
| 1 | Do You Know How to Dispose of a Body? | Damon Thomas        | Emerald Fennell                               | 7 april 2019  |
| 2 | Nice and Neat                         | Damon Thomas        | Emerald Fennell                               | 14 april 2019 |
| 3 | The Hungry Caterpillar                | Lisa Brühlmann      | Emerald Fennell, Henrietta & Jessica Ashworth | 21 april 2019 |
| 4 | Desperate Times                       | Lisa Brühlmann      | Emerald Fennell & D.C. Moore                  | 28 april 2019 |
| 5 | Smell Ya Later                        | Francesca Gregorini | Freddy Syborn                                 | 5 mei 2019    |
| 6 | I Hope You Like Missionary!           | Francesca Gregorini | Jeremy Dyson                                  | 12 mei 2019   |
| 7 | Wide Awake                            | Damon Thomas        | Emerald Fennell                               | 19 mei 2019   |
| 8 | You're Mine                           | Damon Thomas        | Emerald Fennell                               | 26 mei 2019   |

### Seizoen 3
| # | Titel aflevering            | Regisseur       | Geschreven door                 | Première      |
| - | --------------------------- | --------------- | ------------------------------- | ------------- |
| 1 | Slowly Slowly Catchy Monkey | Terry McDonough | Suzanne Heathcote               | 12 april 2020 |
| 2 | Management Sucks            | Terry McDonough | Anna Jordan                     | 19 april 2020 |
| 3 | Meetings Have Biscuits      | Miranda Bowen   | Laura Neal                      | 26 april 2020 |
| 4 | Still Got It                | Miranda Bowen   | Elinor Cook                     | 3 mei 2020    |
| 5 | Are You From Pinner?        | Shannon Murphy  | Suzanne Heathcote               | 10 mei 2020   |
| 6 | End of Game                 | Shannon Murphy  | Krissie Ducker                  | 17 mei 2020   |
| 7 | Beautiful Monster           | Damon Thomas    | Laura Neal                      | 24 mei 2020   |
| 8 | Are You Leading or Am I?    | Damon Thomas    | Suzanne Heathcote en Laura Neal | 31 mei 2020   |

### Seizoen 4
| # | Titel aflevering             | Regisseur      | Geschreven door              | Première         |
| - | ---------------------------- | -------------- | ---------------------------- | ---------------- |
| 1 | Just Dunk Me                 | Stella Corradi | Laura Neal                   | 27 februari 2022 |
| 2 | Don't Get Eaten              | Stella Corradi | Laura Neal                   | 6 maart 2022     |
| 3 | A Rainbow in Beige Boots     | Anu Menon      | Kayleigh Llewellyn           | 13 maart 2022    |
| 4 | It's Agony and I'm Ravenous  | Anu Menon      | Kayleigh Llewellyn           | 20 maart 2022    |
| 5 | Don't Get Attached           | Emily Atef     | Laura Neal en Georgia Lester | 27 maart 2022    |
| 6 | Oh Goodie, I'm the Winner    | Emily Atef     | Kayleigh Llewellyn           | 3 april 2022     |
| 7 | Making Dead Things Look Nice | Stella Corradi | Sarah Simmonds               | 10 april 2022    |
| 8 | Hello, Losers                | Stella Corradi | Laura Neal                   | 10 april 2022    |

## Prijzen en nominaties
| Jaar | Prijs         | Categorie                        | Genomineerde         | Uitslag     |
| ---- | ------------- | -------------------------------- | -------------------- | ----------- |
| 2018 | Emmy Awards   | Beste scenario (drama)           | Phoebe Waller-Bridge | Genomineerd |
| 2018 | Emmy Awards   | Beste actrice (drama)            | Sandra Oh            | Genomineerd |
| 2019 | Golden Globes | Beste serie (drama)              | Beste serie (drama)  | Genomineerd |
| 2019 | Golden Globes | Beste actrice (drama)            | Sandra Oh            | Gewonnen    |
| 2019 | BAFTA         | Beste dramaserie                 | Beste dramaserie     | Gewonnen    |
| 2019 | BAFTA         | Beste actrice                    | Jodie Comer          | Gewonnen    |
| 2019 | BAFTA         | Beste vrouwelijke bijrol         | Fiona Shaw           | Gewonnen    |
| 2019 | Emmy Awards   | Beste dramaserie                 | Beste dramaserie     | Genomineerd |
| 2019 | Emmy Awards   | Beste script (drama)             | Emerald Fennell      | Genomineerd |
| 2019 | Emmy Awards   | Beste regie (drama)              | Lisa Brühlmann       | Genomineerd |
| 2019 | Emmy Awards   | Beste actrice (drama)            | Jodie Comer          | Gewonnen    |
| 2019 | Emmy Awards   | Beste actrice (drama)            | Sandra Oh            | Genomineerd |
| 2019 | Emmy Awards   | Beste vrouwelijke bijrol (drama) | Fiona Shaw           | Genomineerd |
| 2020 | Golden Globes | Beste serie (drama)              | Beste serie (drama)  | Genomineerd |
| 2020 | Golden Globes | Beste actrice (drama)            | Jodie Comer          | Genomineerd |
| 2020 | BAFTA         | Beste actrice                    | Jodie Comer          | Genomineerd |
| 2021 | Golden Globes | Beste actrice (drama)            | Jodie Comer          | Genomineerd |
| 2021 | BAFTA         | Beste actrice                    | Jodie Comer          | Genomineerd |